# Huilier (navire)
Un huilier est un navire-citerne destiné au transport d'huile, le plus souvent d'huile végétale alimentaire. L'huile est transportée en vrac dans de grandes citernes et déchargée au moyen de pompes.